# 上顎第一小臼歯
上顎第一小臼歯（じょうがくだいいちしょうきゅうし、英語: maxillary first premolar）は上顎歯列で犬歯の遠心側に隣接する歯のこと。正中から四番目にあることから上顎4番とも言う。
近心側隣接歯：上顎犬歯
遠心側隣接歯：上顎第二小臼歯
対合歯：下顎第一小臼歯と下顎第二小臼歯
歯冠が完成するのは五～六歳時、萌出は十～十一歳、歯根完成は十二～十三歳の時である。

## 抜歯
第一小臼歯は矯正治療の為に便宜抜歯というかたちで抜歯される事が多い。これはこの歯が大臼歯よりも小さく咀嚼に影響が少なく、また歯列の中央に位置しているため他の歯を動かしやすいという理由である。
しかし近年一部の専門家の間で、上顎第一小臼歯は顎関節や、また睡眠時の歯軋りから顎を守ったり、下顎の固定をしている非常に重要な歯だという意見が上がっている。抜いた場合には将来的に顎関節症を併発したり、未知数の悪影響が起こるという説である。